# 1987 SL5
1987 SL5 är en asteroid i huvudbältet som upptäcktes den 30 september 1987 av den danska astronomen Poul Jensen vid Brorfelde-observatoriet.
Asteroiden har en diameter på ungefär 7 kilometer och den tillhör asteroidgruppen Martes.